# Bremgarten (Argowia)
Bremgarten – gmina miejska w Szwajcarii, w kantonie Argowia, siedziba okręgu Bremgarten. 31 grudnia 2022 liczyło 8705 mieszkańców. 1 stycznia 2014 do miasta przylączono gminę Hermetschwil-Staffeln.
Bremgarten jest położone w dolinie rzeki Reuss. Posiada bogatą i burzliwą historię, sięgającą XI wieku. Przez wiele wieków należało do Habsburgów. Cieszyło się przywilejami, rozwijało się ekonomicznie, stając się ważnym ośrodkiem targowym i rzemieślniczym. W czasach reformacji, w mieście działał znany protestancki teolog Johann Heinrich Bullinger.
Miasto może się poszczycić chętnie odwiedzaną starówką oraz wieloma zabytkami, w tym średniowiecznymi murami miejskimi, wieżami: szpitalną, kata i czarownic, zamkiem, ratuszem i kamieniczkami.

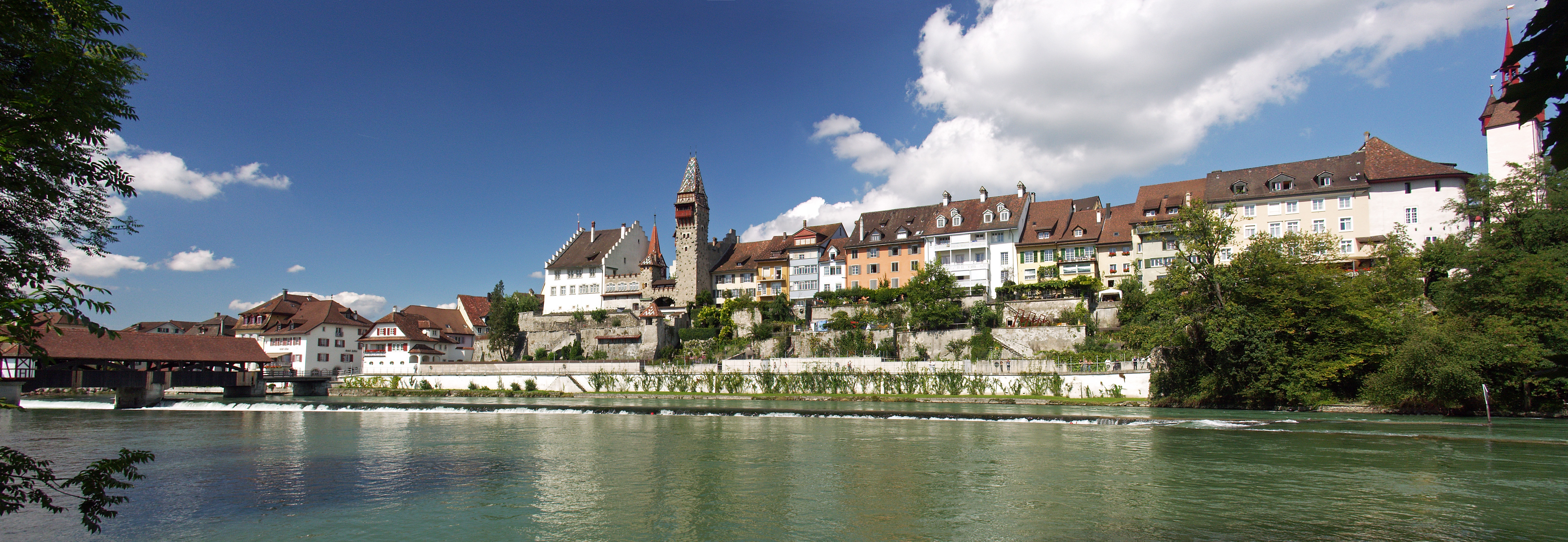
Panorama Bremgarten